# 石本建築事務所
株式会社石本建築事務所（いしもとけんちくじむしょ）は、日本の組織系建築設計事務所。

## 概要
石本建築事務所は、石本喜久治が日本橋白木屋百貨店の設計を機会に創設した、片岡石本建築事務所を前身とする。（1931年に石本建築事務所と改称）

独立系事務所として、公共施設、民間企業の仕事を多数手がけ、庁舎・オフィスビル、教育施設、病院・福祉施設、ホール、図書館・美術館、再開発など、多岐にわたる用途の建築設計を行っている。

2027年9月に創立100周年を迎える。

## 沿革
- 1927年 片岡安と石本喜久治が日本橋白木屋百貨店の設計を機に、片岡石本建築事務所を設立
- 1931年 石本建築事務所と改称
- 1951年 一級建築士事務所 株式会社石本建築事務所に改称、法人化。
- 1973年 創立45周年記念事業として本社社屋建設により市ヶ谷に移転
- 2022年 創立95周年を迎えた

## おもな作品

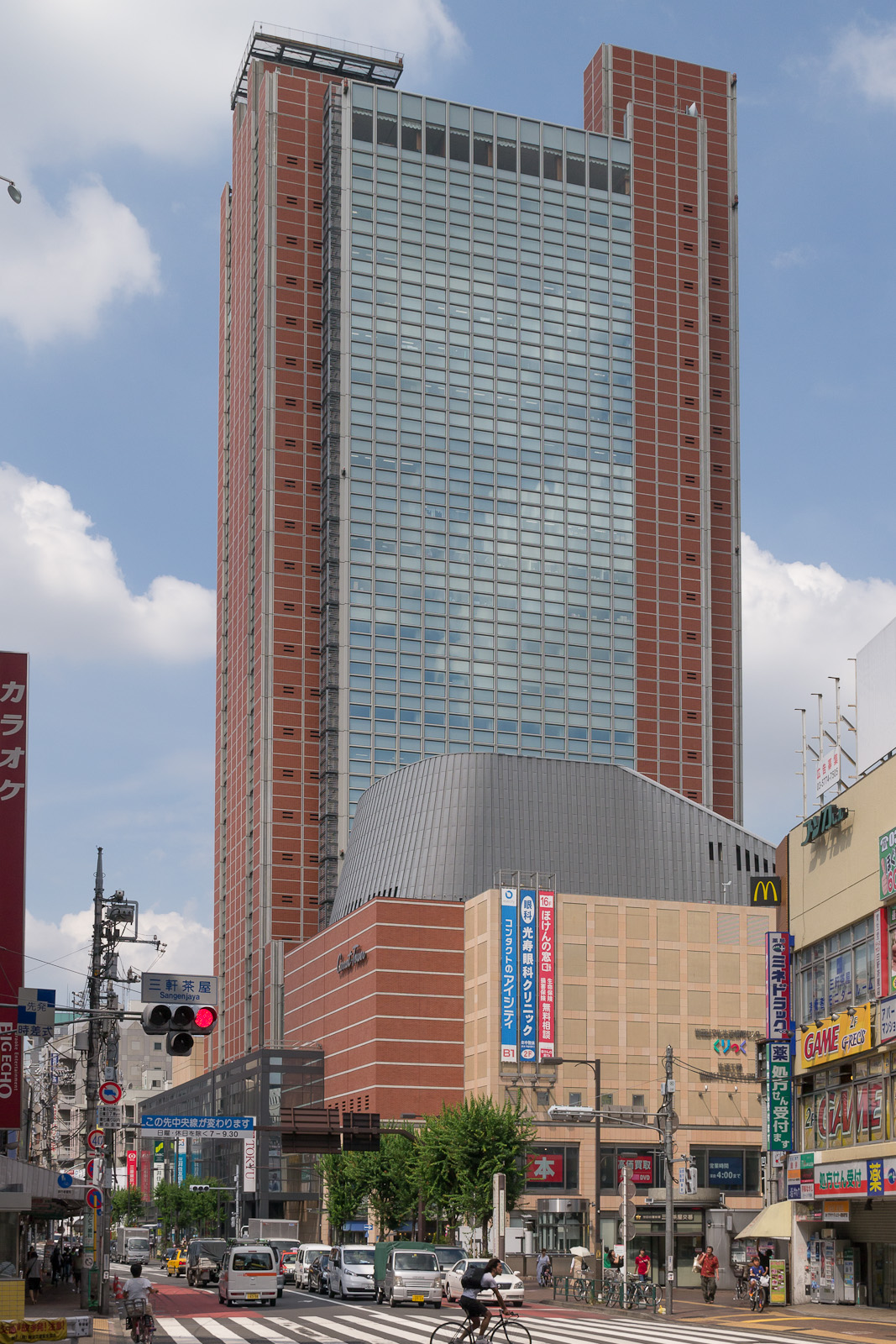
キャロットタワー

- Bunkamura
- キャロットタワーキャロットタワー
- 新潟日報メディアシップ
- 横浜若葉台団地
- ニューハートピア新潟瀬波
- 四日市港ポートビル
- 岡山ドーム
- イーラde
- 成田山新勝寺
- 正本堂（浄土真宗親鸞会）
- セラトピア土岐
- 富士市文化会館ロゼシアター
- 広瀬歴史記念館
- 所沢市民文化センター ミューズ
- 広島市民球場 (初代)
- 東京国際交流館国際研究交流大学村
- 福井県若狭エネルギー研究センター
- カタログハウスビル
- 明治生命高松ビル
- 彩の国くまがやドーム
- 日本大学法学部図書館
- 帝京大学メディアライブラリーセンター
- 立正大学総合学術情報センター
- 広島女子大学附属図書館
- 愛媛県武道館
- 飛島村立飛島学園
- 沖縄県立美術館・博物館沖縄県立博物館・美術館
- 筑波移転研究所旧建設省施設担当
- 志木小学校スカイガーデン
- 大宮情報文化センター
- 浦安市運動公園総合体育館
- 旭川聖苑中央ホール
- 旧浦和市庁舎

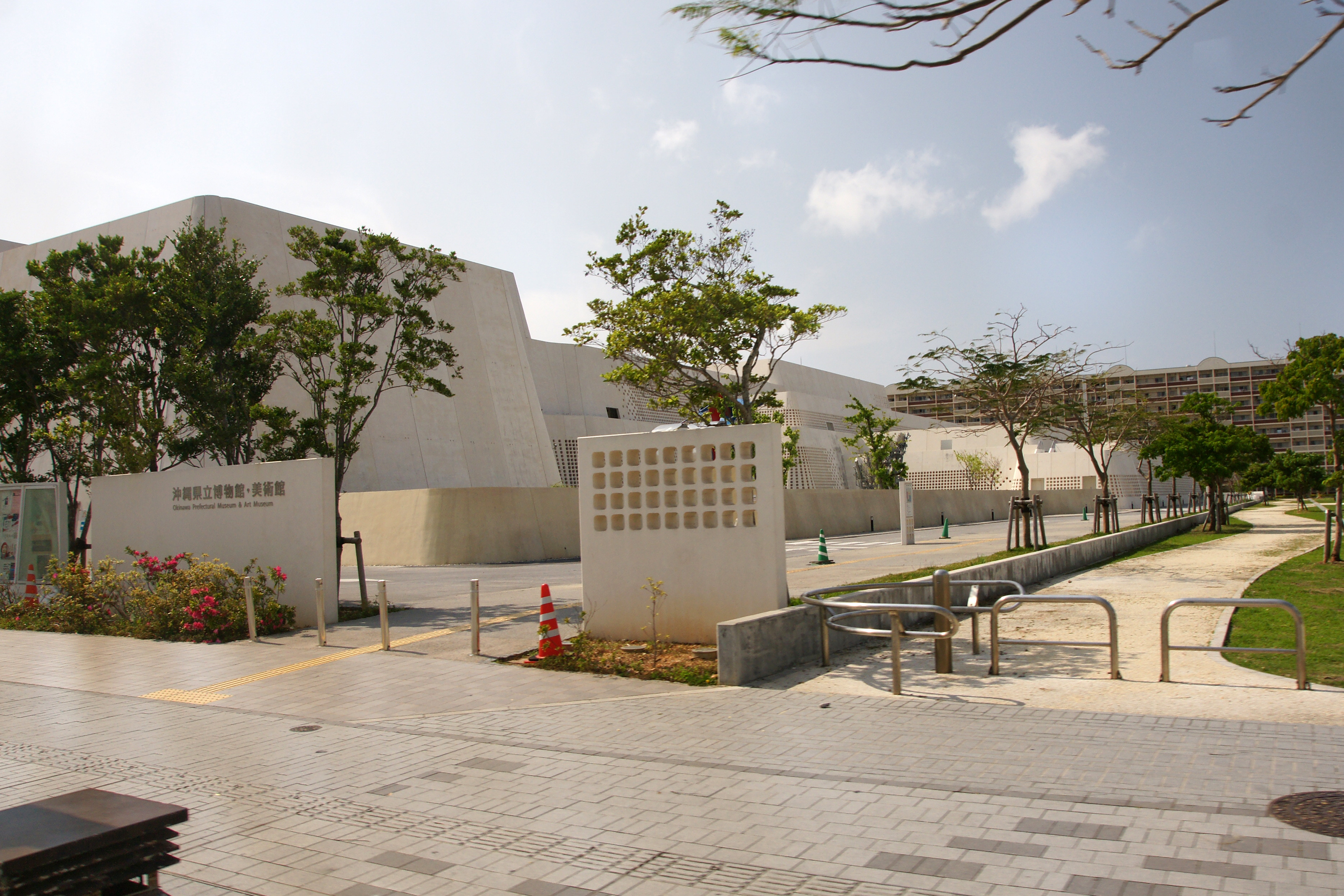
沖縄県立美術館・博物館

- 志木駅東口第一種市街地再開発事業（彩の国さいたま景観賞市町村推薦景観事例）
- 付馬牛地区カントリーパーク
- 万力公園（山梨県, 京央造園設計事務所, 山形一級建築士事務所らと、手づくり郷土賞受賞）
- カルフール尼崎店
- 長岡市役所本庁舎（現柳原分庁舎）
- リージョンプラザ上越
- 岡崎市民病院
- 岡崎市竜美丘会館
- 富士五湖文化センター・富士吉田市民会館・富士吉田市立図書館[2][3]
- 中央大学駿河台記念館（2020年解体）[4]

## 人物
| - 石本喜久治 - 立原道造 - 武基雄 - 海老原一郎 - 西山卯三 |